# 等温等压系综
等温等压系综是正则系综的推广，是统计力学系综的一种。正如其名，这个系综对应于具有恒定温度和压强的体系。每个系综内的体系可以和其他体系进行能量和体积交换。但系综内各体系的能量总和以及体积总和是固定的，而且各体系有相同的粒子数。化学上这个系综很重要，因为化学反应经常是在等温等压的条件下进行的。
其配分函数可以通过对正则配分函数 {\displaystyle Z(N,V,T)\,} 加权求和得到。
{\displaystyle \Delta (N,P,T)=\int Z(N,V,T)\exp(-PV/k_{B}T)CdV.\,\;}
其中{\displaystyle k_{B}\,} 是波尔兹曼常数，{\displaystyle V\,}是体积。虽然直观上看{\displaystyle C\,}应该是一个常数，有学者认为可有其他选择，比如，{\displaystyle C=N/V\,}, or {\displaystyle C=P/k_{B}T\,}。主要目的是让配分函数变为一个无量纲的量。这些选择的差异在热力学极限下就可以忽略不计了。
配分函数的对数是吉布斯能（符号{\displaystyle G\,}），
{\displaystyle G(N,P,T)=-k_{B}T\ln \Delta (N,P,T)\;\,}